# حكومة تشيكوسلوفاكية في المنفى
حكومة تشيكوسلوفاكية في المنفى، تسمى أحيانا باسم الحكومة المؤقتة من تشيكوسلوفاكيا ( التشيك: Prozatímní STÁTNÍ zřízení československé)، وكان لقبا غير رسمي للجنة الوطنية لتحرير تشيكوسلوفاكيا، في البداية من قبل البريطانيين بعد الاعتراف الدبلوماسي بها. جاء الاسم لاستخدامه من قبل الحلفاء الآخرين في الحرب العالمية الثانية كما أدركوه لاحقًا. تم إنشاء اللجنة في الأصل من قبل الرئيس التشيكوسلوفاكي السابق، إدوارد بينيس في باريس، فرنسا ، في أكتوبر 1939. أجبرت المفاوضات الفاشلة مع فرنسا للحصول على مركز دبلوماسي، وكذلك الاحتلال النازي الوشيك لفرنسا، اللجنة على الانسحاب إلى لندن في عام 1940. كانت مكاتب حكومة تشيكوسلوفاكيا في المنفى في مواقع مختلفة في لندن ولكن بشكل رئيسي في مبنى يسمى Fursecroft.
لقد كانت الحكومة الشرعية لتشيكوسلوفاكيا طوال الحرب العالمية الثانية. كانت حكومة مناهضة للفاشية على وجه التحديد، سعت إلى عكس اتفاقية ميونيخ والاحتلال الألماني اللاحق لتشيكوسلوفاكيا، وإعادة الجمهورية إلى حدودها عام 1937. على هذا النحو تم النظر في النهاية، من قبل البلدان التي اعترفت بها، في الاستمرارية القانونية لجمهورية التشيكوسلوفاكية الأولى.

## من لجنة إلى الحكومة

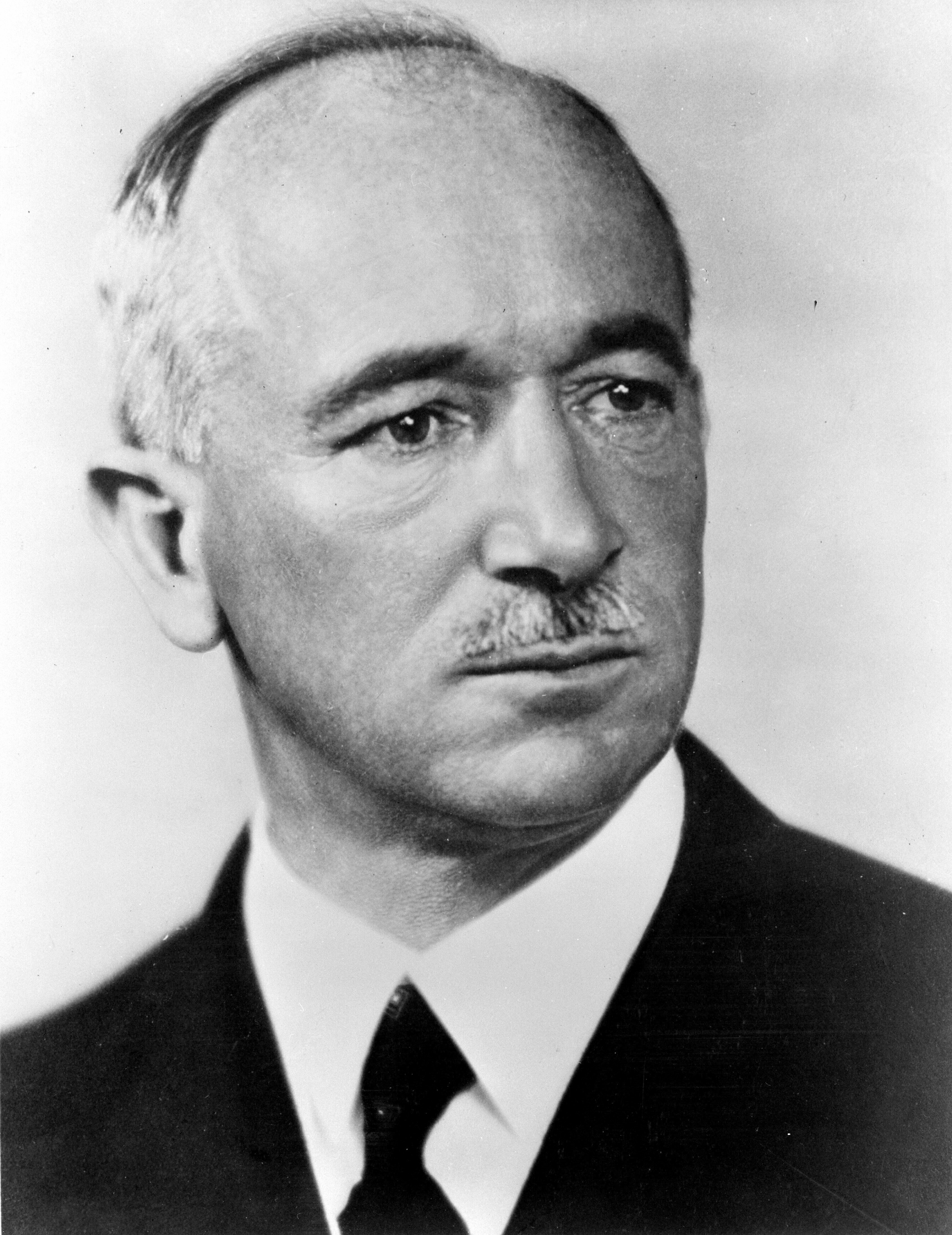
إدوارد بينيس

نظرًا لنهاية الجمهورية كأمر واقع، استقال إدوارد بينيس كرئيس للجمهورية التشيكية السلوفاكية الأولى بعد أسبوع واحد من تنازل اتفاق ميونيخ عن سوديتنلاند لألمانيا النازية. هرب في البداية إلى لندن. في 15 فبراير 1939، وصل إلى شيكاغو. أصبح أستاذاً زائراً في جامعة شيكاغو،  حيث لجأ إلى نفس المجتمع الذي كان في يوم من الأيام يعزّز سلفه وصديقه، توماس ماساريك. أثناء وجوده هناك، تم حثه على العودة سريعًا إلى أوروبا لتنظيم نوع من الحكومة في المنفى. لذلك عاد إلى أوروبا في يوليو للعيش في باريس مع العديد من اللاعبين الرئيسيين الآخرين في إدارته السابقة. بعد بدء الحرب العالمية الثانية رسميًا، أصبحت المجموعة تُعرف باسم لجنة التحرير الوطنية التشيكية، وبدأت على الفور في السعي للحصول على اعتراف دولي بالحكومة المنفية لتشيكوسلوفاكيا. بحلول نهاية عام 1939، كانت فرنسا وبريطانيا قد مددت حقها في إبرام معاهدات دولية - فرنسا في 13 نوفمبر وبريطانيا في 20 ديسمبر 1939  - لكنهم لم يروا بعد أن تم إبرام تلك المعاهدات باسم جمهورية تشيكوسلوفاكيا.

## قائمة رؤساء تشيكوسلوفاكيا
إدوارد بينيش في أكتوبر 1939– 2 أبريل 1945）

## قائمة رؤساء وزراء تشيكوسلوفاكيا
جان إيرميك（21 يوليو 1940 - 5 أبريل 1945）